# 마량항 (강진군)
마량항(馬良港)은 전라남도 강진군 마량면 마량리에 있는 어항이다. 1971년 12월 21일 국가어항으로 지정되었으며, 관리청은 해양수산부 서해어업관리단, 시설관리자는 강진군수이다.

## 연혁
- 조선초기 태종조 1417년 마두진이 설치되어 만호절제도위가 관장하였고 임진왜란, 정유재란을 겪을 당시 거북선 1척이 상시 대기하는 전략적 요충지였다.[1]
- 도강의 '강'과 탐진의 '진'자를 합하여 강진이라 호칭되어 온 강진군에 속해 있는 마량항은 과거에는 전략의 요충지였으나, 현재 낚시의 보고로 알려져 있는 항이다.[2]
- 마량항은 해상교통의 요충지로서 완도군 금일, 약산, 고금 등 인접지역을 연결하는 해상관문의 역할을 수행하고 있으며 1984년 기본설계를 실시하고 1994년 기본 시설을 완공한 후 2001년 정비계획을 수립했다.[3]

## 어항구역
본 항의 어항구역은 다음과 같다.
- 수역: 소오도 남단 돌출부를 기점으로 정북육지와 연결하고 동기점에서 정남으로 400m 점(해상), 이점에서 정동으로 850m 점(해상)과 이점에서 정북 육지부를 각각 연결하는 선을 따라 형성된 공유수면[4]
- 육역: 전라남도 강진군 마량면 마량리 56-5 외 20필지(상세내역은 생략)[5]

## 특색

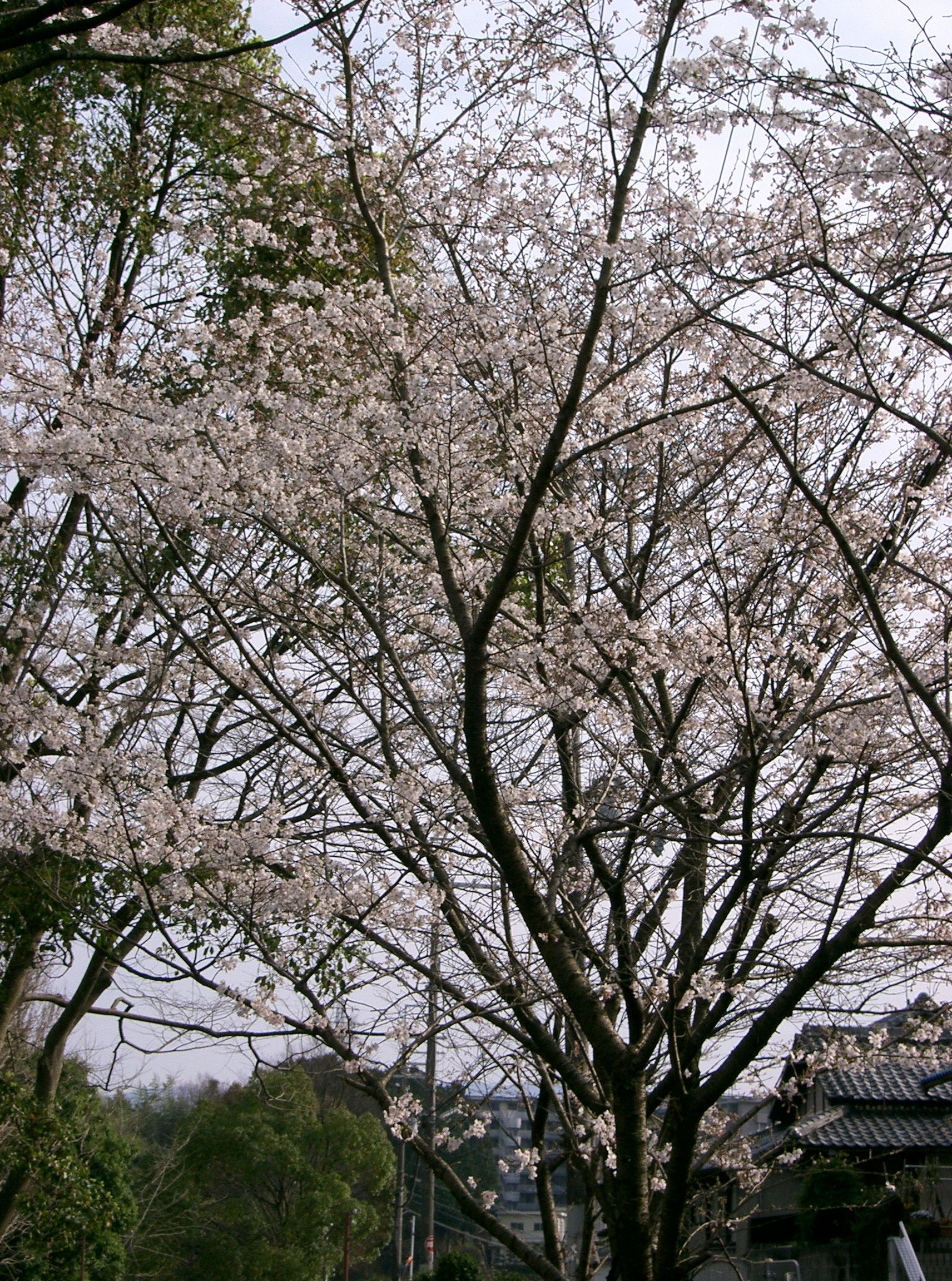
심어 기르는 재배종 왕벚나무

- 마량항은 우리나라 서남부 최남단에 위치하고 있다. 완도 다도해 및 제주도를 연결하는 청정해역을 끼고 있어 돔, 농어, 우럭 등 바다낚시의 보고다. 마량항에서 가까운 까막섬의 상록수림은 물고기가 서식하기에 알맞은 환경을 제공하여 물고기 떼를 해안으로 유인하는 역할을 하고 있다.[6]
- 2011년 3월 16일 강진군 마량면 원포마을에 사는 한 농민이 마량항 주변 해안도로에 심도록 5년생 왕벚나무 700그루를 강진군에 기증했다.[7][8]
- 마량항의 방파제는 생(生), 동(動), 감(感)이라는 주제로 광장, 물고기벤치, 테마공간, 전망시설을 갖추고 있으며, 이벤트 무대에서는 3월부터 10월까지 매주 토요음악회가 열린다.
- 마량항 수협 위판장에서는 매일 오전 8시에 경매가 열린다. 이른 새벽부터 바다에서 거둬온 해산물이 위판장에 가득 들어선다. 또한 20여 곳의 횟집이 성업중인데, 숭어, 우럭, 광어, 농어 등 다양한 활어회를 제공하고 있다.
- 10월 초에 열리는 마량미항축제는 아름다운 마량항을 중심으로 열려 많은 관광객이 찾고 있다.[9]